# Daniel Bergman
Pour les articles homonymes, voir Bergman.
Daniel Bergman est un réalisateur suédois né le 7 septembre 1962 à Danderyd (Suède).

## Biographie

### Vie privée
Il est le fils d'Ingmar Bergman et de Käbi Laretei.

## Filmographie

### Cinéma
- 1987 : Ägget
- 1988 : Nypan - biografprojektionisten
- 1988 : Go'natt herr luffare
- 1989 : Kajsa Kavat
- 1992 : Les Enfants du dimanche (Söndagsbarn)
- 1997 : Svenska hjältar

### Télévision
- 1990 : Storstad (série télévisée) (série TV)
- 1997 : Chock 5 - Helljus (TV)
- 1998 : Förhörsledarna (TV)
- 2000 : Labyrinten (feuilleton TV)